# Bugle (stacja kolejowa)
Bugle – stacja kolejowa we wsi  Treverbyn, w hrabstwie Kornwalia, 4 km na południe od Newquay. Do 1979 r. stacja była węzłowa z odnogą do Carbis.

## Ruch pasażerski
Stacja obsługuje ok. 6 390 pasażerów rocznie (dane za okres od kwietnia 2021 do marca 2022) (dane ze sprzedaży biletów). Posiada połączenie z Par, Newquay linią Cornish Main Line. Serwis obsługiwany jest wahadłowo, siedem razy dziennie.